# Atletiek op de Olympische Zomerspelen 2020 – Polsstokhoogspringen mannen
Het polsstokhoogspringen voor mannen  op de Olympische Zomerspelen 2020 vond plaats op zaterdag 31 juli en dinsdag 3 augustus 2021 in het  Olympisch Stadion van Tokio. 

## Records
Voorafgaand aan het toernooi waren dit het wereldrecord en het olympisch record.
| Wereldrecord     | Armand Duplantis     | 6,18 m | Glasgow        | 15 februari 2020 |
| Olympisch record | Thiago Braz da Silva | 6,03 m | Rio de Janeiro | 15 augustus 2016 |

## Resultaten

### Kwalificatieronde
Kwalificatieregels: behalen van de kwalificatiestandaard van 5,80 (Q), of deel uitmaken van de 12 bestpresterende atleten. 
| Rang | Groep | Atleet                    | Land | 5,30 | 5,50 | 5,65 | 5,75 | Hoogte | Bijz. |
| ---- | ----- | ------------------------- | ---- | ---- | ---- | ---- | ---- | ------ | ----- |
| 1    | B     | Bo Kanda Lita Baehre      | GER  | –    | o    | o    | o    | 5,75   | q     |
| 1    | B     | Chris Nilsen              | USA  | –    | o    | o    | o    | 5,75   | q     |
| 3    | B     | Armand Duplantis          | SWE  | o    | xo   | o    | o    | 5,75   | q     |
| 3    | A     | KC Lightfoot              | USA  | –    | xo   | o    | o    | 5,75   | q     |
| 5    | A     | Kurtis Marschall          | AUS  | –    | o    | xxo  | o    | 5,75   | q     |
| 6    | A     | Renaud Lavillenie         | FRA  | –    | xxo  | xo   | o    | 5,75   | q     |
| 7    | B     | Menno Vloon               | NED  | o    | o    | o    | xo   | 5,75   | q     |
| 8    | B     | Thiago Braz da Silva      | BRA  | –    | xo   | o    | xo   | 5,75   | q     |
| 8    | A     | Emmanouil Karalis         | GRE  | o    | o    | xo   | xo   | 5,75   | q,SB  |
| 10   | A     | Ernest John Obiena        | PHI  | –    | o    | o    | xxo  | 5,75   | q     |
| 11   | B     | Piotr Lisek               | POL  | –    | o    | xxo  | xxo  | 5,75   | q     |
| 12   | B     | Harry Coppell             | GBR  | o    | o    | o    | xxx  | 5,65   | q     |
| 12   | B     | Ersu Şaşma                | TUR  | o    | o    | o    | xxx  | 5,65   | q     |
| 12   | A     | Oleg Zernikel             | GER  | –    | o    | o    | xxx  | 5,65   | q     |
| 15   | A     | Robert Sobera             | POL  | –    | x–   | o    | xxr  | 5,65   |       |
| 16   | A     | Augusto Dutra de Oliveira | BRA  | o    | o    | xo   | xxx  | 5,65   |       |
| 17   | A     | Valentin Lavillenie       | FRA  | o    | o    | xxo  | xxx  | 5,65   |       |
| 18   | B     | Ben Broeders              | BEL  | –    | xo   | xxo  | xxx  | 5,65   |       |
| 19   | B     | Matt Ludwig               | USA  | o    | o    | xxx  |      | 5,50   |       |
| 19   | A     | Jin Min-sub               | KOR  | o    | o    | xxx  |      | 5,50   |       |
| 21   | B     | Huang Bokai               | CHN  | xo   | o    | xxx  |      | 5,50   | =SB   |
| 22   | B     | Konstantinos Filippidis   | GRE  | o    | xo   | xxx  |      | 5,50   |       |
| 22   | B     | Ethan Cormont             | FRA  | o    | xo   | xxx  |      | 5,50   |       |
| 24   | A     | Sondre Guttormsen         | NOR  | –    | xxo  | x–   |      | 5,50   |       |
| 25   | A     | Torben Blech              | GER  | o    | xxx  |      |      | 5,30   |       |
| 25   | A     | Masaki Ejima              | JPN  | o    | xxx  |      |      | 5,30   |       |
| 25   | B     | Seito Yamamoto            | JPN  | o    | xxx  |      |      | 5,30   |       |
| 28   | A     | Paweł Wojciechowski       | POL  | xo   | xxx  |      |      | 5,30   |       |
| —    | A     | Claudio Stecchi           | ITA  | xxx  |      |      |      | NM     |       |
| —    | B     | Germán Chiaraviglio       | ARG  |      |      |      |      | DNS    |       |

### Finale
| Rang   | Atleet               | Land | 5,55 | 5,70 | 5,80 | 5,87 | 5,92 | 5,97 | 6,02 | 6,19 | Hoogte | Bijz. |
| ------ | -------------------- | ---- | ---- | ---- | ---- | ---- | ---- | ---- | ---- | ---- | ------ | ----- |
| Goud   | Armand Duplantis     | SWE  | o    | —    | o    | —    | o    | o    | o    | xxx  | 6,02   |       |
| Zilver | Chris Nilsen         | USA  | o    | o    | xo   | o    | xo   | o    | xxx  |      | 5,97   | PB    |
| Brons  | Thiago Braz da Silva | BRA  | o    | xo   | xo   | o    | xxx  |      |      |      | 5,87   | SB    |
| 4      | Emmanouil Karalis    | GRE  | o    | o    | o    | xxx  |      |      |      |      | 5,80   | =PB   |
| 4      | KC Lightfoot         | USA  | o    | o    | o    | xxx  |      |      |      |      | 5,80   |       |
| 6      | Piotr Lisek          | POL  | o    | x–   | o    | xxx  |      |      |      |      | 5,80   |       |
| 7      | Harry Coppell        | GBR  | o    | xo   | xo   | xxx  |      |      |      |      | 5,80   | SB    |
| 8      | Renaud Lavillenie    | FRA  | —    | o    | —    | x–   | xx   |      |      |      | 5,70   |       |
| 9      | Oleg Zernikel        | GER  | xo   | o    | xxx  |      |      |      |      |      | 5,70   |       |
| 10     | Ersu Sasma           | TUR  | o    | xo   | xxx  |      |      |      |      |      | 5,70   |       |
| 11     | Bo Kanda Lita Baehre | GER  | o    | xxo  | xxx  |      |      |      |      |      | 5,70   |       |
| 11     | Ernest John Obiena   | PHI  | o    | xxo  | xxx  |      |      |      |      |      | 5,70   |       |
| 13     | Menno Vloon          | NED  | o    | xxx  |      |      |      |      |      |      | 5,55   |       |
| —      | Kurtis Marschall     | AUS  | xxx  |      |      |      |      |      |      |      | NM     |       |

o geldige poging | x ongeldige poging | - poging overgeslagen | NR Nationaal record | SB Beste seizoensprestatie atleet | =NR Evenaring nationaal record | =SB Evenaring beste seizoensprestatie
1896: Welles Hoyt ·
1900: Irving Baxter ·
1904: Charles Dvorak ·
1908: Edward Cook & Alfred Gilbert ·
1912: Harry Babcock ·
1920: Frank Foss ·
1924: Lee Barnes ·
1928: Sabin Carr ·
1932: Bill Miller ·
1936: Earle Meadows ·
1948: Guinn Smith ·
1952: Bob Richards ·
1956: Bob Richards ·
1960: Don Bragg ·
1964: Fred Hansen ·
1968: Bob Seagren ·
1972: Wolfgang Nordwig ·
1976: Tadeusz Ślusarski ·
1980: Władysław Kozakiewicz ·
1984: Pierre Quinon ·
1988: Serhij Boebka ·
1992: Maksim Tarasov ·
1996: Jean Galfione ·
2000: Nick Hysong ·
2004: Tim Mack ·
2008: Steven Hooker ·
2012: Renaud Lavillenie ·
2016: Thiago Braz da Silva ·
2020: Armand Duplantis ·
2024: Armand Duplantis